# Rui Santos (jornalista)
Rui Manuel Mota dos Santos (Lisboa, 6 de Junho de 1960) é um jornalista português. Actualmente trabalha na área do jornalismo desportivo na CNN Portugal.
Frequentou o Colégio Militar entre 1970 e 1974.

## Carreira
Rui Santos cumpriu grande parte da sua carreira ao serviço do jornal A Bola onde publicou o seu primeiro artigo a 12 de Janeiro de 1976. Durante 26 anos, ocupou diversos lugares de chefia, incluindo o de Chefe de Redação.
Ao deixar A Bola, começou a escrever no Correio da Manhã, onde todas as semanas assinava uma página de opinião muitas vezes polémica devido às opiniões do autor, estabelecendo pontes entre o futebol e a política. Foi comentador desportivo da SIC e da SIC Notícias, autor e comentador no programa Tempo Extra (a partir de Outubro de 2004), no qual defendeu algumas causas como a 'verdade desportiva' e fez parte do painel de comentadores do programa Playoff. Também é articulista do jornal Record (desde Agosto de 2007) e publica no Expresso, com colaborações menos regulares noutras publicações.
Foi igualmente autor da petição on-line "Pela Verdade Desportiva", a favor do uso das novas tecnologias no futebol profissional, tendo esta sido assinada por algumas das maiores figuras de diversas áreas da sociedade portuguesa e que contou com o apoio institucional da Presidência da República, Federação Portuguesa de Futebol, Liga Portuguesa de Futebol Profissional, Benfica, Sporting e SC Braga, entre outros. A petição foi entregue pelo próprio na Assembleia da República, em 5 de Janeiro de 2010.
Em 2007 publicou o seu primeiro livro, 'Estádio de Choque', no qual abordou matérias como o Apito Dourado, Caso Mateus e corrupção.
Em março de 2016 publicou o livro "Mentiras Futebol Clube", onde aponta para o imperativo de mudança, com várias revelações sobre o mundo do futebol.
O jornalista português Pedro Rolo Duarte referiu no seu blogue uma entrevista que Rui Santos deu em Setembro de 1992 à revista K, fundada por Miguel Esteves Cardoso. Nela, Rui Santos afirma ser do Sporting por influência do seu tio Vitor Santos, na altura jornalista da Bola, acrescentando que gostava muito do Benfica apesar da possível incompatibilidade com o seu sportinguismo.
Depois de 20 anos na SIC, a estação televisiva anunciou em Outubro de 2021 que Rui Santos estava de saída. Rui Santos acabou por mudar-se para a CNN Portugal.

## Filmografia

### Televisão
| Ano  | Título    | Personagem | Nota                                   |
| ---- | --------- | ---------- | -------------------------------------- |
| 2021 | A Máscara | Gelado     | Concorrente (Ep.1 ao 6), 2.ª temporada |

## Prémios e nomeações
Troféus de Televisão TV 7 Dias/Impala
| Ano  | Prémio                  | Resultado |
| ---- | ----------------------- | --------- |
| 2021 | Informação - Comentador | Indicado  |